# Orsa (comune)
Orsa è un comune svedese di 6 963 abitanti, situato nella contea di Dalarna. Il suo capoluogo è la città omonima, che contava, nel 2000, circa 5 000 abitanti.

## Località
Nel territorio comunale sono comprese le seguenti aree urbane (tätort):
- Orsa
- Skattungbyn